# Alex Stewart (Boxer)
Alex Stewart (* 28. Juni 1964 in London, Vereinigtes Königreich; † 16. November 2016) war ein jamaikanischer Boxer. Er kann als überdurchschnittlicher Clubfighter eingestuft werden; ein bedeutender Sieg gelang ihm nie, aber er stand mit vielen Weltklasse-Gegnern im Ring.
Als Amateur gewann er die Bronzemedaille bei den Panamerikanischen Spielen 1983. Bei den Olympischen Spielen 1984 in Los Angeles schied er im Achtelfinale aus.
Sein Profi-Debüt feierte Stewart im Mai 1987 mit einem KO-Sieg über Eric Mitchell.
Seine erste Niederlage erlitt er am 4. November 1989 in seinem 25. Kampf gegen den ungeschlagenen Evander Holyfield durch TKO in der 8. Runde. Ein Jahr später, am 8. Dezember 1990, unterlag er dem Exweltmeister Mike Tyson durch Abbruch in Runde 1, im Juli 1991 dem späteren Weltmeister Michael Moorer in Runde 4.
Im April 1992 verlor er knapp und umstritten gegen George Foreman nach Punkten, 1993 erneut gegen Evander Holyfield, mit dem er diesmal über die volle Distanz ging.
1997 verlor er gegen den späteren WBC-Weltmeister Oleg Maskajew durch KO in Runde 7.
Seinen letzten Kampf verlor er 1999 gegen Jorge Luis Gonzales durch Abbruch in Runde 2.
Alex Stewart zog sich 1999 vom Boxsport zurück und starb im Alter von 52 Jahren am 16. November 2016 in Mount Vernon, New York an einem Blutgerinnsel in seiner Lunge.